# Eos (genre)
Pour les articles homonymes, voir Éos (homonymie).
Genre
Eos est un genre d'oiseaux qui portent le nom normalisé de lori.

## Liste des espèces
D'après la classification de référence (version 6.4, 2016) du Congrès ornithologique international (ordre phylogénique) :
- Eos histrio – Lori arlequin
- Eos squamata – Lori écaillé
- Eos bornea – Lori écarlate
- Eos reticulata – Lori réticulé
- Eos cyanogenia – Lori à joues bleues
- Eos semilarvata – Lori masqué